# Daemonorops horrida
Daemonorops horrida är en enhjärtbladig växtart som beskrevs av Karl Ewald Maximilian Burret. Daemonorops horrida ingår i släktet Daemonorops och familjen Arecaceae.
Artens utbredningsområde är Sumatera. Inga underarter finns listade i Catalogue of Life.